# Ambassade de France au Congo
L'ambassade de France au Congo est la représentation diplomatique de la République française auprès de la république du Congo. Elle est située à Brazzaville, la capitale du pays, et son ambassadrice est, depuis 2023, Claire Bodonyi.

## Ambassade
L'ambassade est située rue Alfassa à Brazzaville. Elle accueille aussi une section consulaire.

## Histoire
Lors de l'indépendance, l'État congolais a donné en pleine propriété à la France un terrain de 7 500 m2, rue Alfassa, afin d'y construire l'ambassade de France. La construction de quatre étages a été réalisée en 1962-1963. La Résidence, quant à elle, a été construite en 1941 par l'architecte français Roger Erell qui avait été chargé d'édifier un bâtiment pour les hôtes de marque et, en particulier, pour le général de Gaulle. Un phare fut aussi construit à proximité. Le gouvernement du Congo fit don personnel de la maison à De Gaulle, qui en fit à son tour cadeau à l'État français pour en faire la résidence de l'ambassadeur. Située près du fleuve Congo, elle est appelée la case de Gaulle.

## Ambassadeurs de France au Congo
| De   | À    | Ambassadeur                     |
| ---- | ---- | ------------------------------- |
| 1960 | 1960 | Guy Georgy                      |
| 1960 | 1965 | Jean Rossard                    |
| 1965 | 1968 | Louis Dauge                     |
| 1968 | 1970 | Gilles Curien                   |
| 1970 | 1972 | Marc Bonnefous                  |
| 1972 | 1976 | Pierre Hunt                     |
| 1976 | 1978 | Bertrand Dufourcq               |
| 1978 | 1982 | André Arnaud                    |
| 1982 | 1985 | Christian Dutheil de la Rochère |
| 1985 | 1990 | Robert Delos-Santos             |
| 1990 | 1994 | Michel André                    |
| 1994 | 1997 | Raymond Césaire                 |
| 1997 | 2002 | Hervé Bolot                     |
| 2002 | 2006 | Jean-Paul Taix                  |
| 2006 | 2009 | Nicolas Normand                 |
| 2009 | 2013 | Jean-François Valette           |
| 2013 | 2014 | Jacques Maillard                |
| 2014 | 2016 | Jean-Pierre Vidon               |
| 2016 | 2019 | Bertrand Cochery                |
| 2019 | 2023 | François Barateau               |
| 2023 | auj. | Claire Bodonyi                  |

## Consulats
Outre la section consulaire de l'ambassade à Brazzaville, il existe un consulat général basé à Pointe-Noire, dont la circonscription couvre les cinq départements de l'ouest du pays.

### Communauté française
Au 31 décembre 2016, 6 921 Français sont inscrits sur les registres consulaires en République du Congo.
| 2001  | 2002  | 2003  | 2004  |
| ----- | ----- | ----- | ----- |
| 2 389 | 2 617 | 2 727 | 2 975 |

| 2005  | 2006  | 2007  | 2008  |
| ----- | ----- | ----- | ----- |
| 3 102 | 3 771 | 3 455 | 3 910 |

| 2009  | 2010  | 2011  | 2012  |
| ----- | ----- | ----- | ----- |
| 4 284 | 4 512 | 5 083 | 5 065 |

| 2013  | 2014  | 2015  | 2016  |
| ----- | ----- | ----- | ----- |
| 5 561 | 6 035 | 6 879 | 6 921 |

### Circonscriptions électorales
Depuis la loi du 22 juillet 2013 réformant la représentation des Français établis hors de France avec la mise en place de conseils consulaires au sein des missions diplomatiques, les ressortissants français de la république du Congo élisent pour six ans trois conseillers consulaires. Ces derniers ont trois rôles : 
1. ils sont des élus de proximité pour les Français de l'étranger ;
2. ils appartiennent à l'une des quinze circonscriptions qui élisent en leur sein les membres de l'Assemblée des Français de l'étranger ;
3. ils intègrent le collège électoral qui élit les sénateurs représentant les Français établis hors de France.

Pour l'élection à l'Assemblée des Français de l'étranger, la république du Congo appartenait jusqu'en 2014 à la circonscription électorale de Brazzaville, comprenant aussi l'Angola et la république démocratique du Congo, et désignant trois sièges. La république du Congo appartient désormais à la circonscription électorale « Afrique centrale, australe et orientale » dont le chef-lieu est Libreville et qui désigne cinq de ses 37 conseillers consulaires pour siéger parmi les 90 membres de l'Assemblée des Français de l'étranger.
Pour l'élection des députés des Français de l’étranger, la république du Congo dépend de la 10e circonscription.